# Кузмиці (округ Топольчани)
Кузмиці (словац. Kuzmice) — село, громада округу Топольчани, Нітранський край. Кадастрова площа громади — 8.2 км². Протікає Злявський потік.
Населення 762 осіб (станом на 31 грудня 2022 року).

## Історія
Кузмиці згадуються 1390 року.

## Населення
| Рік:            | 1994. | 2004. | 2014.   | 2024.    |
| --------------- | ----- | ----- | ------- | -------- |
| Кількість осіб: | 0     | 675   | 674     | 770      |
| Різниця:        |       | –     | -0,14 % | +14,24 % |

| Рік:            | 2023. | 2024.   |
| --------------- | ----- | ------- |
| Кількість осіб: | 757   | 770     |
| Різниця:        |       | +1,71 % |